# Assago
Assago (AFI: [asˈsaːɡo], Sago nel 1600, Assagh o anche Sagh in dialetto milanese, [aˈsɑːk], [sɑːk]) è un comune italiano di 9 341 abitanti della città metropolitana di Milano in Lombardia.

## Geografia fisica

### Territorio
Assago è collocata nella zona sud-ovest della città metropolitana di Milano ed è confinante direttamente con il capoluogo. All'interno del territorio comunale scorrono importanti vie di comunicazione come l'Autostrada A7 e la Tangenziale ovest.
È bagnata dal Naviglio Pavese ed all'interno del Parco Agricolo Sud Milano.
Nella zona si sviluppa una fitta rete di canali che partono dai navigli o nascono da sorgenti nel terreno.
L'altitudine varia da 102 a 111 m s.l.m. L'intero comune poggia su un'unica entità geologica del pleistocene costituita da sedimenti portati dai fiumi (sabbia, ghiaia e limo).

### Clima
Durante l'inverno (gennaio) le temperature si aggirano intorno ai 3 °C con precipitazioni di 65 mm. È spesso possibile osservare nebbia e brina. In estate (luglio) si hanno in media 25 °C con precipitazioni di 65 mm. Sono abbastanza frequenti temporali accompagnati da vento forte, pioggia e grandine.

## Origini del nome
Circa l'origine del nome, esistono diverse ipotesi:
- il nome Assago nascerebbe dal latino ecclesiastico Assagum, unione di Assius (nome dell'agricoltore romano che avrebbe abitato la casa di campagna dove è ora presente la chiesa di San Desiderio) e ager (cioè "terreno agricolo"). Assago starebbe quindi per "campo" o "terreno di Assius". Questa interpretazione porta quindi l'origine della località ad un unico proprietario romano, che per primo vi si sarebbe trasferito;[9]
- altre spiegazioni osservano come il suffisso agh (italianizzato in ago), sia tipico dei luoghi vicino a un corso d'acqua. Ass sarebbe anch'esso un nome di località bagnata da acque, ma con origini differenti. Il nome attuale deriverebbe quindi dall'unione di diversi nomi dati da popolazioni che, in tempi differenti, hanno popolato la stessa zona fertile e ricca di sorgenti.

## Storia
In base a rilevamenti archeologici effettuati presso la chiesa di san Desiderio, sono stati rinvenuti i resti di un muro romano e diversi oggetti che suggeriscono l'esistenza di una casa di campagna romana del I secolo (1-100 d.C.). Tali resti durante l'alto medioevo (476-1000 d.C.) furono utilizzati come area cimiteriale. Un riferimento ad Assago compare per la prima volta in un documento risalente al 1153: nella sentenza di un processo viene citato, fra i testimoni, un certo Azo de Axago.
Nel 1346 Assago (el locho de Asago) era incluso nella pieve di Cesano Boscone.

### Età moderna
Durante il XVIII secolo (1701-1800 d.C.) tutto il territorio del Ducato di Milano, e quindi anche Assago, venne misurato e trascritto su carta.
Nel 1722 il territorio dell'attuale Assago era formato da quattro comuni: Assago, Bazzana Sant'Ilario, Bazzanella con Monte Gaudio e Pontirolo.
- I territori e le strutture agricole di Assago erano di proprietà dei marchesi Corbella e Calderara.
- Bazzana Sant'Ilario del conte Nicolò Maria Visconti e dei marchesi Gerolamo Ferreri e Giovanni Battista Resta.
- Bazzanella del clero e di alcuni borghesi.
- Pontirolo del marchese Corbella.

Nel 1771 il Comune di Assago contava 730 abitanti. L'età napoleonica portò a cambiamenti poco duraturi: nel 1809 vennero unite per la prima volta Bazzana e Bazzanella, mentre nel 1811 il tutto, Assago compresa, fu sottoposto al comune di Corsico. In ogni caso, gli austriaci ripristinarono lo stato delle cose precedente al 1816.

### Età contemporanea
Nel 1841 gli austriaci ritornarono sui loro passi e decisero la seconda e definitiva annessione di Bazzana e Bazzanella, unificando la locale parrocchia. Nel 1854 Assago era abitata da 762 persone. Il territorio apparteneva principalmente a cinque proprietari: conte Luigi Confalonieri, nobili Luigi e Benedetta Peluso, la parrocchia e Luigi Simonetta.
Nel 1881 il territorio era diviso fra le famiglie Galloni, Monfrini, Olginati, il comune di Assago e la parrocchia.
Il 20 gennaio 1900 il comune acquistò al costo di 14 500 lire un terreno di 768 m² dalla famiglia Olginati per la realizzazione del municipio e della scuola elementare costate 17 300 lire. Il 16 ottobre 1906 si avviarono le procedure per la realizzazione di una linea elettrica, mentre il 1º ottobre 1908 quelle per la costruzione di una linea telefonica. Il 17 gennaio 1915 il consiglio comunale approvò una spesa di 15 500 lire (prezzo poi lievitato) per la realizzazione di un asilo di 400 m² che avrebbe ospitato 70 bambini.
Durante la prima guerra mondiale partirono per il fronte 167 assaghesi, tra questi 28 non fecero ritorno. L'amministrazione comunale decise di sostenere le famiglie più bisognose attraverso un risarcimento straordinario e una aiuto a decorrenza ventennale di 116 lire per gli orfani dei morti in guerra.
Il 13 agosto 1926 il podestà, Ernesto Moro, approvò la realizzazione di una cabina elettrica. Nel 1929 la prefettura di Milano avviò un progetto di fusione tra i comuni di Assago, Rozzano e Basiglio che però fallì dopo poco tempo.
Nel 1940 Assago contava 1 100 abitanti. La notte tra il 18 e il 19 novembre 1940, cinque aerei militari bombardieri Vickers Wellington del Commando Bombardieri dell'aeronautica militare britannica, diretti alle fabbriche Pirelli, colpirono erroneamente la cascina Cavallazza. Negli anni successivi, alcuni sfollati milanesi, trovarono riparo dai bombardamenti nelle stalle assaghesi.
Il 10 agosto 1944 due partigiani assaghesi, Giuseppe de Vecchi e Mario Idiomi, persero la vita in uno scontro militare a Noviglio.
Nel 1946 si fece un resoconto delle conseguenze della guerra e della lotta antifascista: 84 sopravvissuti rientrati, 25 ancora all'estero, 13 dispersi e 2 partigiani uccisi.
Nel 2008 la direzione distrettuale antimafia di Milano ha documentato attraverso l'inchiesta Cerberus il monopolio delle 'ndrine calabresi Barbaro-Papalia nell'area di Buccinasco, Assago e Corsico.

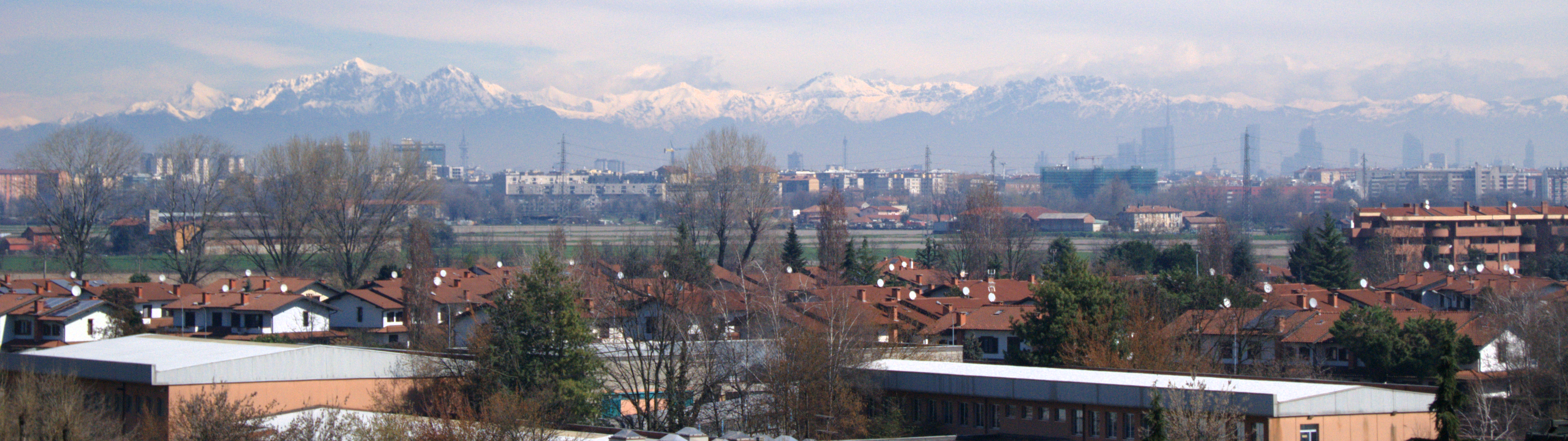
Scorcio di Assago: sullo sfondo Milano e le Alpi italiane

### Simboli
Lo stemma e il gonfalone del Comune di Assago sono stati concessi con decreto del presidente della Repubblica del 26 giugno 1973.
La ruota dentata richiama la presenza di fabbriche nel territorio, mentre le tre spighe alludono ai campi di cereali della zona.
Il gonfalone è un drappo di giallo.

### Onorificenze
A partire dal 2012 è stata consegnata la cittadinanza onoraria a illustri personaggi: Tenzin Gyatso, XIV Dalai Lama; Rafael Correa, presidente dell'Ecuador; Giusy Versace, atleta paralimpica.

## Monumenti e luoghi d'interesse

### Architetture religiose

#### Le chiese

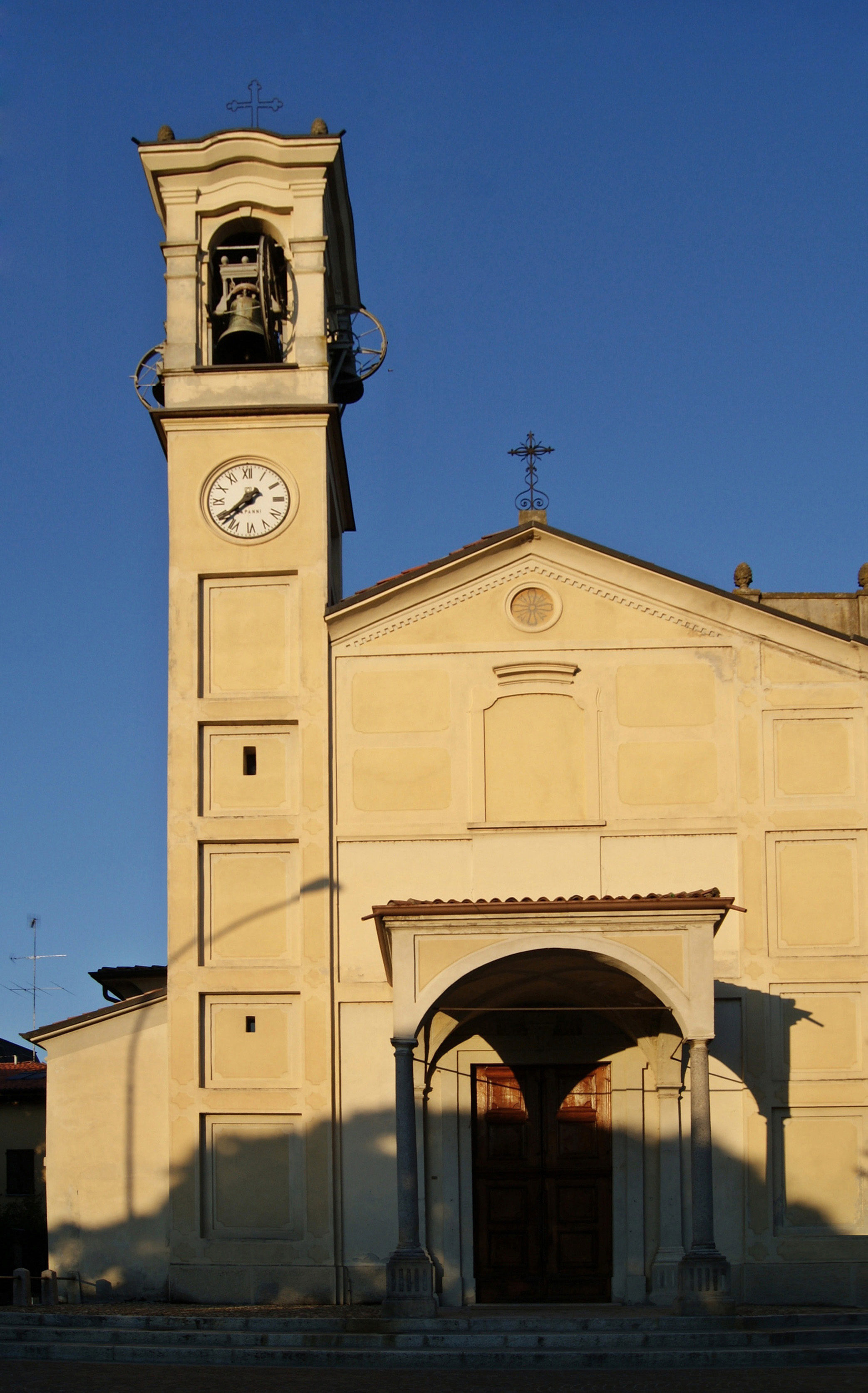
Chiesa di San Desiderio

Nell'arco della storia di Assago sono state realizzate diverse chiese:
- San Desiderio.
- Sant'Ilario alla Bazzana (inattiva).
- Santa Margherita alla Bazzana (inattiva).
- San Giovanni Battista alla Bazzanella (inattiva).
- Santa Maria (costruita nel 1992[22]).

#### Santuario di Nostra Signora della Vittoria
Il santuario di Nostra Signora della Vittoria, conosciuto anche come el domm de Asagh (il duomo di Assago) era una insolita costruzione in cemento armato rivestita da uno strato di roccia artificiale.
Venne costruito nel corso di vent'anni da Davide Malberti (parroco dal 1908 al 1937) che ne sostenne tutte le spese di realizzazione.
Collocato nel cortile della chiesa (S. Desiderio), comprendeva un insieme di scenografie con personaggi d'ogni genere ai quali si poteva arrivare attraverso l'uso di passaggi. Per anni fu meta di turisti e pellegrini.
L'intera costruzione venne demolita negli anni cinquanta perché pericolante.

### Architetture civili
Assago, data la sua storia agricola, è sempre stata molto ricca di Cascine. Alcune delle cascine storicamente presenti sul territorio sono:

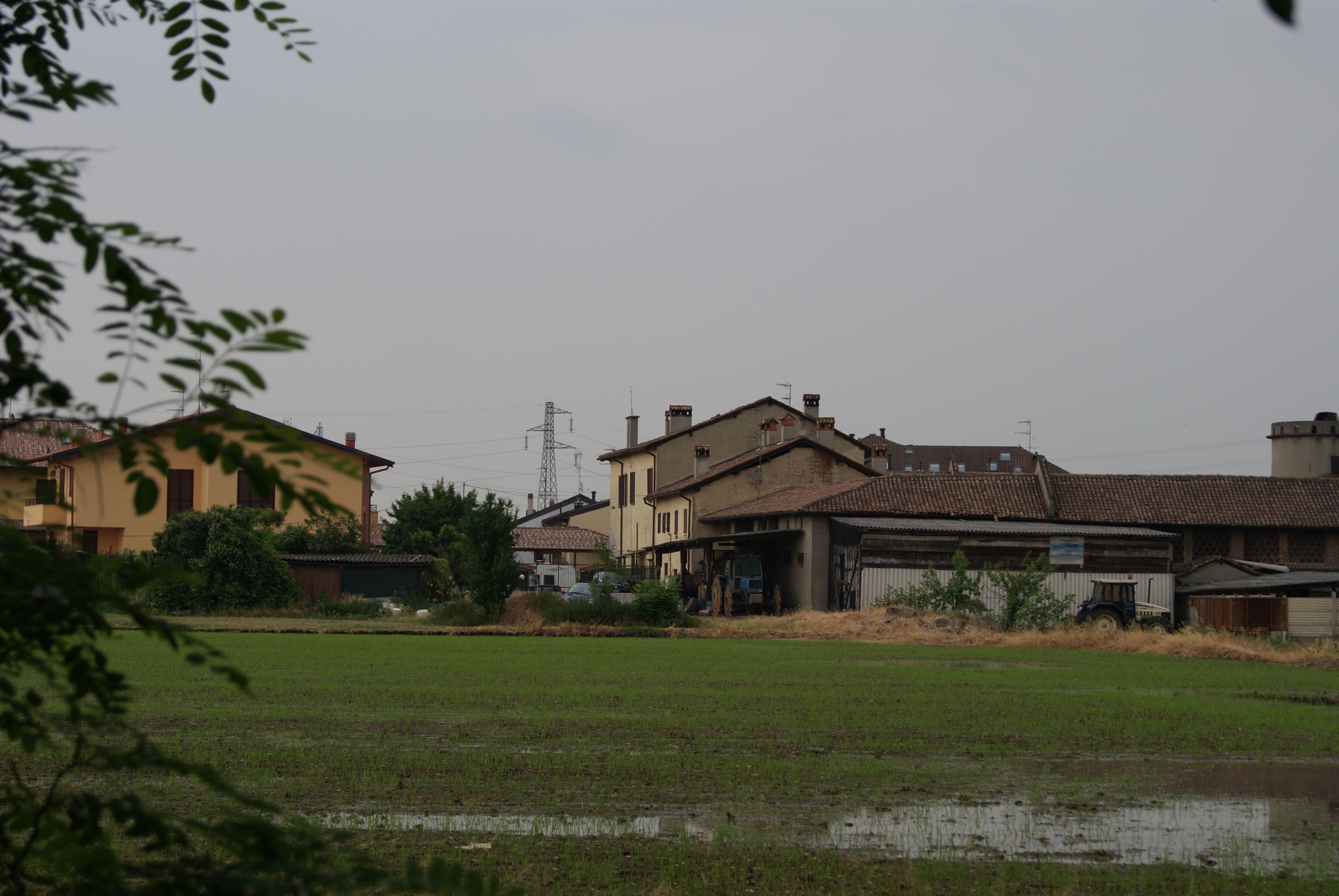
Cascina Bazzana Superiore

- Cascina Bazzanella (o Basanella): diroccata. Sorge lungo l'attuale SP 184.
- Cascina Bazzana inferiore (o Bazzana di sotto o Basziana): inattiva. Ricostruita all'interno di un complesso residenziale nell'attuale via Papa Giovanni Paolo II
- Cascina Bazzana superiore (o Bazzana Sant'Ilario o Basziana): inattiva. Sorge lungo l'attuale via dei Caduti.
- Cascina Colombara: scomparsa. Sorgeva nei pressi dell'attuale SP 184.
- Cascina Cavallazza (o Cavalazia): attiva. Sorge nei pressi dell'attuale SP 184.
- Cascina Casone: scomparsa. Sorgeva lungo l'attuale via Gattinara.
- Cascina Case Nuove : scomparsa. Sorgeva nei pressi dell'attuale via Cascina Venina.
- Cascina Cortegrande: diroccata. Fu attiva fino ai primi anni ottanta.
- Cascina Castello: inattiva. È stata trasformata nel 1990 nel Nuovo Centro Civico e nella Biblioteca comunale. È stata attiva fino a metà anni ottanta. Sorge sull'attuale piazza Risorgimento.
- Cascina del Gola: diroccata. Sorge lungo l'attuale via Papa Giovanni Paolo II.
- Cascina Monte Gaudio (o Monghoi): scomparsa. Venne distrutta nel 1846. Fu un monastero fino al 1389. Sorgeva lungo l'attuale SP 184.
- Cascina Pontirolo: inattiva. Ricostruita come residenza sanitaria per anziani. Sorge lungo l'attuale via Volta.
- Cascina Vallambrosa (o Vall'Ambrogia): inattiva. Sorge lungo l'attuale via Valleambrosia.
- Cascina Venina (o Venini): inattiva. Sorge lungo l'attuale via Cascina Venina.
- Cascina Villa Borromeo: inattiva. Ospita la nuova Casa Comunale. Sorge sull'attuale Piazza Risorgimento.

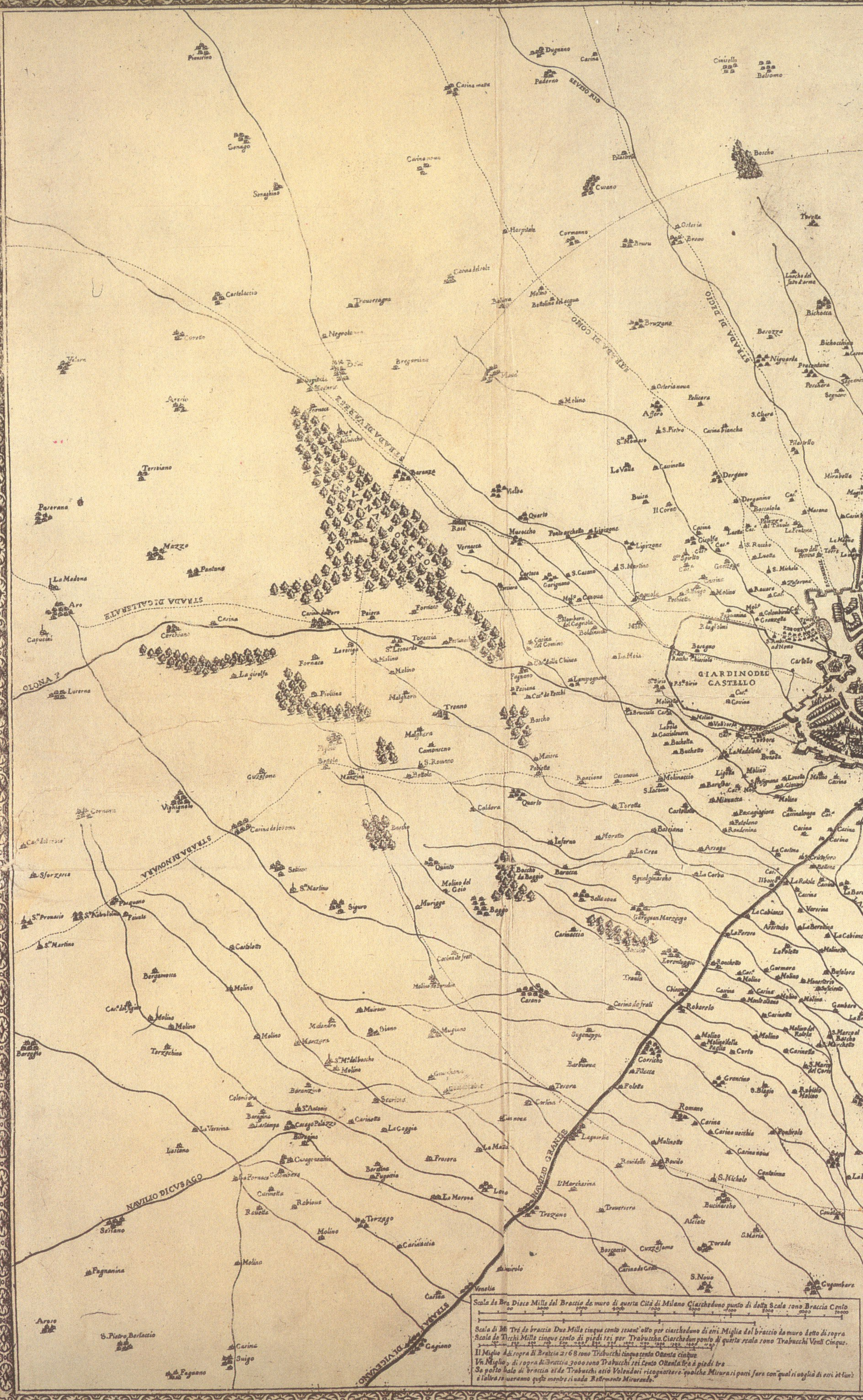
Assago ("Sago" - in basso a destra nella mappa -) e alcune delle sue cascine, tra il 1600 e il 1700.
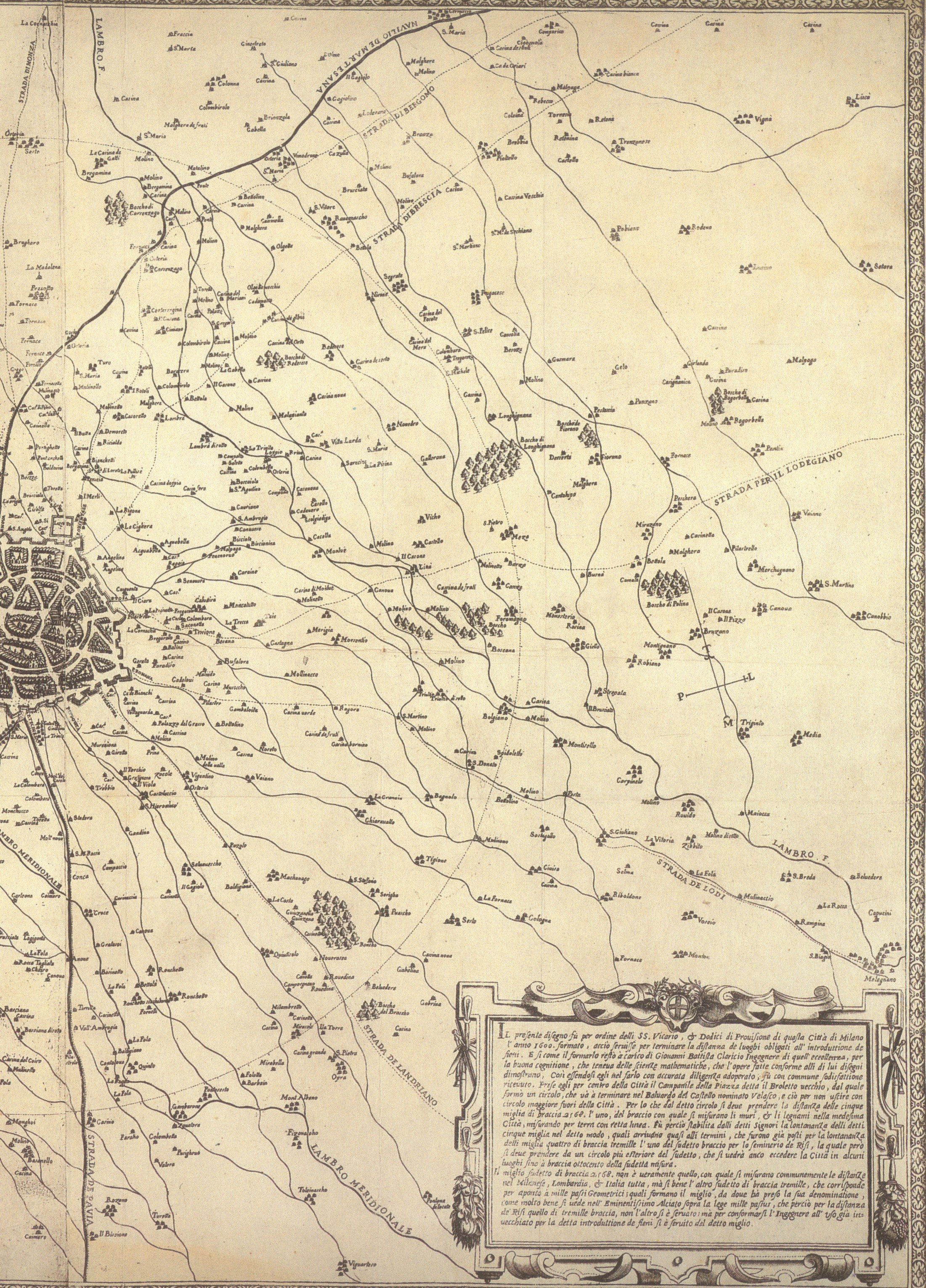
Assago ("Sago" - in basso a sinistra nella mappa -) e alcune delle sue cascine, tra il 1600 e il 1700.
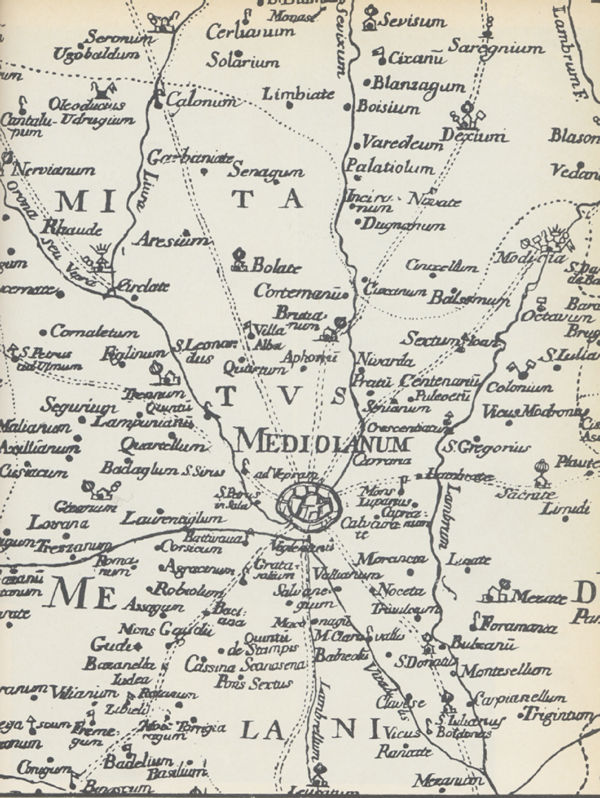
Assago, identificata come "Assagum", a cavallo tra il 1700 e il 1800

## Società

### Evoluzione demografica
- 202 nel 1751
- 230 nel 1771
- 266 nel 1805
- 624 nel 1809 dopo l’annessione di Bazzana e Bazzanella
- annessione a Corsico nel 1811
- 763 nel 1853

Abitanti censiti

### Etnie e minoranze straniere
Secondo le statistiche ISTAT al 31 dicembre 2016 la popolazione straniera residente nel comune era di 471 persone, circa il 5% della popolazione.
Le dieci nazionalità maggiormente rappresentate, in base alla loro percentuale sul totale della popolazione residente, erano:
- Cina 60
- Romania 45
- Egitto 40
- Filippine 27
- Marocco 27
- Albania 25
- Ecuador 21
- Bulgaria 21
- Perù 17
- Ucraina 14

### Tradizioni e folclore
Nel 2010 l'amministrazione comunale, nell'ambito delle iniziative culturali e del tempo libero, ha approvato l'organizzazione di un "Palio delle quattro cascine", a cadenza annuale, con l'intenzione di aggregare, divertire e per promuovere il senso di appartenenza al territorio. Il territorio comunale è stato diviso in quattro contrade:
- Contrada della rana (colore verde) - Cascina Pontirolo
- Contrada del gallo (colore arancione) - Cascina Castello
- Contrada dell'ape (colore giallo) - Cascina Bazzana
- Contrada del cavallo (colore azzurro) - Cascina Cavallazza

Queste si sfidano in giochi sportivi e di abilità per determinare un vincitore.

## Economia
L'economia locale continua a far uso dell'agricoltura (cereali, grano e foraggio) e dell'allevamento (bovini e avicoli). 
Il tessuto industriale (elettronica, vetro e prodotti derivati dal petrolio) si affianca ad imprese di costruzione e all'importante centro "Milanofiori", sede di famose aziende. 
Il terziario si compone di una buona rete commerciale e amministrativa.

## Media
Ha sede ad Assago l'emittente televisiva regionale Telecity Lombardia, nata nel 1976 a Castelletto d'Orba in provincia di Alessandria, ricevibile anche in Piemonte, Liguria e Valle d'Aosta. Il centro di produzione di Assago è stato anche sede legale della syndication nazionale 7 Gold, veicolata sulle frequenze di Telecity fino alla fine del 2023, e prima ancora del circuito Italia 7.

## Infrastrutture e trasporti
- Linea M2: stazioni di Milanofiori Nord e Milanofiori Forum

Assago è attraversata dall'Autostrada A50 (Tangenziale Ovest di Milano) e dall'Autostrada A7 ("Milano-Serravalle"); nel territorio comunale è presente uno svincolo della Milano-Serravale, lo svincolo Assago Milanofiori.
Sono presenti due fermate della linea M2 della metropolitana milanese: Assago Milanofiori Nord e Assago Milanofiori Forum (capolinea di una delle diramazioni meridionali della linea).
Varie linee di autobus, gestite da ATM, collegano Assago ai comuni e ai quartieri limitrofi.
Tra cui la linea 328 che collega il capolinea a Rozzano, la 352 che porta a Buccinasco e il 321 che porta a Bisceglie, inoltre c'è la linea 353 che circola solo nel comune

## Amministrazione

### Gemellaggi
- Nozay, dal 2006
- Střelice, dal 2006

## Sport

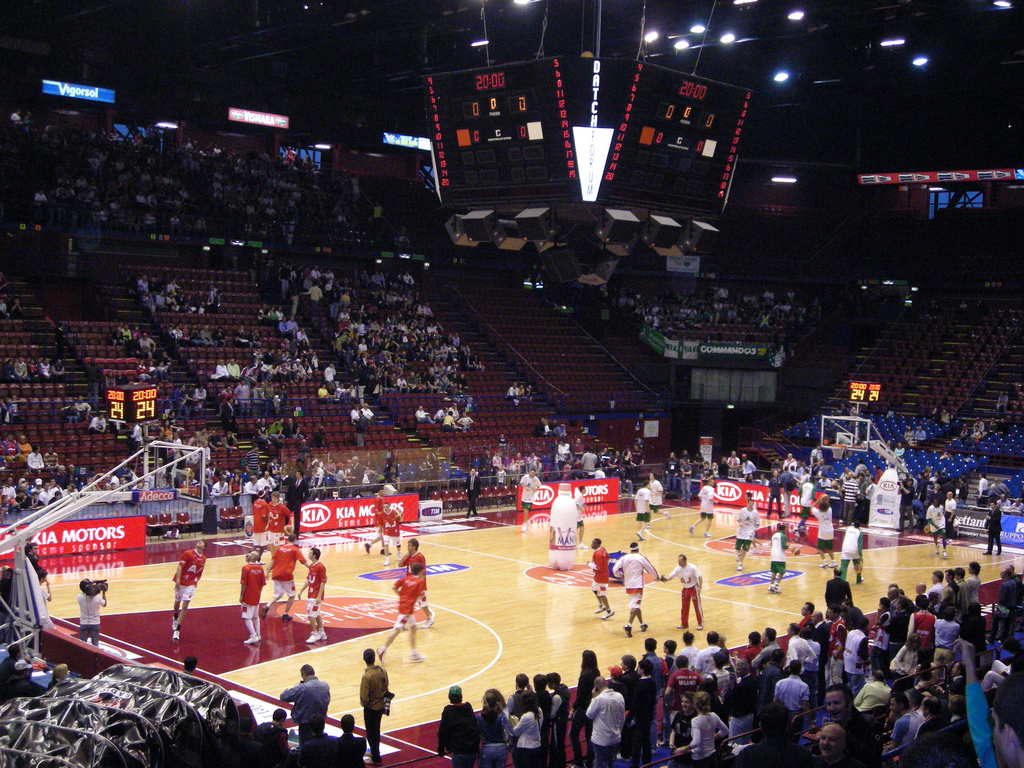
Una partita dell'Olimpia Milano al Mediolanum Forum

Ad Assago è presente il Mediolanum Forum, il più grande palazzetto dello sport della città metropolitana di Milano, dove gioca le partite casalinghe l'Olimpia Milano. La struttura è polivalente ed ospita manifestazioni sportive, concerti e congressi.
A livello calcistico sono presenti le società GS Assago e OSM Assago. Sono presenti altre società sportive come l'Assago Volley A.D. e la Cestistica Assago.
Nel luglio 2013 ad Assago viene conferito il titolo di "Comune Europeo dello Sport 2014".